# El Cueramo
El Cueramo är en ort i Mexiko.   Den ligger i kommunen San Lucas och delstaten Michoacán de Ocampo, i den södra delen av landet, 190 km sydväst om huvudstaden Mexico City. El Cueramo ligger 287 meter över havet och antalet invånare är 203.
Terrängen runt El Cueramo är platt åt sydost, men åt nordväst är den kuperad. Runt El Cueramo är det ganska tätbefolkat, med 60 invånare per kvadratkilometer. Närmaste större samhälle är Ciudad Altamirano, 10,3 km söder om El Cueramo. Omgivningarna runt El Cueramo är en mosaik av jordbruksmark och naturlig växtlighet.